# Anacithara themeropis
Anacithara themeropis é uma espécie de gastrópode do gênero Anacithara, pertencente a família Horaiclavidae.